# 奇里基 (奇里基省)
奇里基是巴拿马奇里基省大卫区的一个城市。 该市面积为205.1平方（79.2平方英里），2010年时人口为4,269，故其人口密度为20.8名居民每平方（54名居民每平方英里）。 1990年时人口为3,227，2000年时人口为3,697。